# Ruby Red
(Tagline del film)
Ruby Red (Rubinrot) è un film tedesco del 2013 diretto da Felix Fuchssteiner, basato sul romanzo Red di Kerstin Gier, primo capitolo della Trilogia delle gemme a cui seguono Ruby Red II - Il segreto di Zaffiro (Saphirblau) nel 2014 e Ruby Red III - Verde smeraldo (Smaragdgrün) nel 2016.

## Trama
Gwendolyn Shepherd ha sedici anni e vive a Londra in un grande palazzo insieme alla sua numerosa famiglia, formata dalla madre Grace Montrose, dal fratellino Nick, dalla nonna Lady Arisa, dalla prozia Maddy, dalla zia Glenda e dall'arrogante cugina Charlotte. Nella famiglia di Gwen si tramanda da secoli un gene misterioso e tutti stanno aspettando con ansia che i suoi effetti si manifestino in Charlotte, cosa che avviene una volta compiuto il sedicesimo anno d'età e si preannuncia con mancamenti e mal di testa. Anche Gwen non si sente bene e il giorno del suo sedicesimo compleanno, uscendo di casa, si ritrova nel passato e si rende conto che il gene che si tramanda nella sua famiglia permette di viaggiare nel tempo, che i calcoli fatti molti secoli prima erano sbagliati e che è lei la portatrice del gene. La ragazza ne parla subito con la migliore amica Leslie Hay, che le consiglia di dirlo il prima possibile a Grace, ma i festeggiamenti per il compleanno di Gwen le impediscono di confidarsi con la madre, e, durante la notte, fa un secondo viaggio incontrollato nel tempo, stavolta nel 1994. Un altro salto nel tempo il giorno dopo a scuola, durante il quale Gwen vede se stessa baciare un ragazzo misterioso, la spinge infine a raccontare tutto alla madre, che la porta alla Loggia di Saint-Germain dei Guardiani, una vera e propria setta segreta che ha sede a Temple e che si occupa di proteggere i dodici viaggiatori del tempo. Qui Grace, la madre di Gwen, rivela che sua figlia in realtà è nata lo stesso giorno di Charlotte, ma ha corrotto la levatrice per falsificare il certificato di nascita e così allontanare la ragazza dai futuri rischi legati ai viaggi nel tempo.
Inizialmente la maggior parte dei membri della loggia, tra cui il dottor White e il Gran Maestro Falk de Villiers, non crede che Gwen sia la dodicesima viaggiatrice, ovvero il "rubino" che possiede la misteriosa magia del corvo, ma un nuovo improvviso salto nel tempo della ragazza conferma le parole di Grace. Gwen viene così iniziata ai segreti della loggia, fondata dal conte di Saint Germain, il quinto viaggiatore, che scoprì il cronografo e il modo in cui utilizzarlo per controllare i viaggi nel tempo. Nati a coppie (uno nella famiglia de Villiers e uno nella famiglia Montrose) in epoche diverse, la missione dei viaggiatori è completare il cronografo con il sangue di tutti e dodici. Poiché Gwen è l'ultima viaggiatrice, il suo sangue dovrebbe chiudere il cerchio magico il cui completamento rappresenta un grande mistero noto solo al conte; tuttavia, la coppia di viaggiatori che ha preceduto Gwendolyn e il diciottenne Gideon de Villiers (Lucy Montrose e Paul de Villiers), sedici anni prima aveva rubato il primo cronografo, completo del sangue di tutti i viaggiatori esistiti fino a quel momento, rifugiandosi nel passato per impedire la chiusura del cerchio. A Gideon e Gwendolyn viene dunque affidato il compito di completare il secondo cronografo con il sangue dei quattro viaggiatori che Gideon non ha ancora trovato nel passato, tra i quali ci sono anche Lucy e Paul. Il fatto che Grace abbia mentito sulla data di nascita della figlia, che abbia nascosto Lucy e Paul per un breve periodo e che Lucy abbia rubato il cronografo induce la loggia, però, a non fidarsi pienamente di Gwen e a non rivelarle l'ubicazione del nuovo cronografo. Intanto, Gwen è del tutto ignara delle usanze dei Guardiani e di come comportarsi durante i viaggi nel passato poiché non è stata istruita, ed è per questo che Leslie decide di cercare informazioni sulle cose che le racconta Gwen stessa, raccogliendole in un grande quaderno ad anelli, che viene però sequestrato dal signor Whitman, l'insegnante di storia e letteratura, un altro membro della loggia.
Il primo viaggio controllato di Gwen avviene nel 1912 per incontrare Margret Tilney, una viaggiatrice del tempo che Gideon ha provato più volte a persuadere a dargli una goccia del suo sangue, ma che si è sempre rifiutata, chiedendo, invece, di poter parlare con Gwendolyn, della cui esistenza è presumibilmente venuta a sapere da Lucy e Paul. Nonostante il pericolo che l'incontro con Margret sia una trappola ordita da Lucy e Paul per prelevare il sangue di Gwen e Gideon per completare il primo cronografo, fanno comunque visita alla donna e, poco dopo il loro arrivo, sopraggiungono Lucy e Paul. Questi ultimi raccontano a Gideon e Gwen che i piani del conte di Saint Germain non sono limpidi come sembrano, che non devono assolutamente permettere che il cronografo venga completato e che devono cercare la profezia sul rubino. Al contrario di Gwen, Gideon non si fida affatto di Lucy e Paul e, minacciando Lucy con un coltello, riesce a scappare dalla casa con Gwen. Il secondo viaggio nel tempo avviene nel 1782 allo scopo di incontrare il conte di Saint Germain, noto per essere in grado di leggere nella mente, che minaccia Gwen strangolandola con il pensiero e la avverte di non infrangere le sue regole. Durante il tragitto di ritorno verso Temple in attesa di tornare nel presente, Gideon e Gwendolyn vengono attaccati da alcuni uomini e, per salvare il compagno, la ragazza ne uccide uno trafiggendolo con una spada. Tornati nel presente, Gideon consola Gwen, sconvolta per l'accaduto, mostrandole un lato di sé diverso da quello presuntuoso e supponente ostentato fino a quel momento. La ragazza riesce a convincere Gideon che Lucy e Paul hanno ragione e la coppia, con l'aiuto del signor George, viaggia nel 1942, dove trova la profezia relativa al rubino, secondo la quale Gwen dovrà morire. Poco dopo, durante un combattimento contro alcuni membri della loggia che li hanno scoperti, Gwen precipita dall'osservatorio e rimane intrappolata sotto la neve in un cortile chiuso, ma un bambino le dice che la chiave che ha al collo, dono ricevuto al suo compleanno, apre la porta per uscire. A casa, Gwen, guardando un'antica foto di famiglia, scopre che il bambino è Robert, il fratello minore di suo nonno, morto da piccolo, e capisce che la magia del corvo consiste nel vedere i morti; intanto, la situazione di pericolo in cui si sono appena trovati porta Gwen e Gideon a capire di essere innamorati l'uno dell'altra e il ragazzo accompagna Gwen al ballo della scuola, dove si baciano con passione. Il film si conclude con Lucy e Paul che scappano di nuovo da un altro gruppo di uomini che li inseguono.

## Colonna sonora
L'8 marzo 2013 la colonna sonora del film è stata raccolta in CD e pubblicata da Sony Music sotto l'etichetta Sony Classical. L'album contiene le canzoni di Sofi de la Torre Faster, The Perfect Fall, Recognise Me e Wings. La partitura classica è stata eseguita dalla Staatskapelle Weimar e composta da Philipp Fabian Kölmel.
Edizioni musicali Sony Music/Sony Classical.
1. Staatskapelle Weimar – Ready When You Are – 1:51
2. Sofi de la Torre – Faster (Soundtrack Version) – 3:48
3. Staatskapelle Weimar – Awakening – 1:21
4. Staatskapelle Weimar – London – 1:53
5. Staatskapelle Weimar – Time Travelling Gene – 3:13
6. Sofi de la Torre – The Perfect Fall (Soundtrack Version) – 3:53
7. Staatskapelle Weimar – Leap In Time – 3:56
8. Staatskapelle Weimar – Maddy's Vision – 1:58
9. Ferrant Cruixent – Mme Rossini – 0:56
10. Staatskapelle Weimar – Lucas Montrose – 1:27
11. Staatskapelle Weimar – Sunrise – 0:39
12. Staatskapelle Weimar – Temple Underground Station – 1:35
13. Sofi de la Torre – Recognise Me (Soundtrack Version) – 3:49
14. Staatskapelle Weimar – Chronograph – 1:51
15. Staatskapelle Weimar – A Good Time – 1:26
16. Staatskapelle Weimar – Confession – 1:04
17. Staatskapelle Weimar – James August Peregrin Pimplebottom – 2:02
18. Staatskapelle Weimar – Letter From the Past – 2:46
19. Staatskapelle Weimar – Lady Margret Tilney – 2:22
20. Staatskapelle Weimar – Gideon's Promise – 0:52
21. Staatskapelle Weimar – Time Traveller – 1:52
22. Staatskapelle Weimar – Count of Saint Germain – 4:51
23. Staatskapelle Weimar – Hyde Park – 2:36
24. Staatskapelle Weimar – Reconciliation – 1:31
25. Staatskapelle Weimar – Farewell – 1:40
26. Staatskapelle Weimar – Library – 1:54
27. Staatskapelle Weimar – Observatory – 3:47
28. Staatskapelle Weimar – Dungeon – 3:36
29. Staatskapelle Weimar – Remembrance – 1:59
30. Sofi de la Torre – Wings (Soundtrack Version) – 4:08

Durata totale: 70:36

## Produzione
I diritti per la produzione del film sono stati acquistati nel 2012 da GmbH e mem-Film; Katharina Schöde ha scritto la sceneggiatura, mentre la regia è stata affidata a Felix Fuchssteiner. La scelta dell'attrice per interpretare la protagonista Gwendolyn Sheperd è caduta sulla giovane Maria Ehrich, mentre Jannis Niewöhner e Laura Berlin sono entrati nel cast come Gideon e Charlotte. Oltre a loro, nel film recitano attori già noti, come Veronica Ferres, Axel Milberg, Katharina Thalbach, Kostja Ullmann e Josefine Preuß.

## Distribuzione
Il teaser trailer è stato distribuito a settembre 2012, mentre il trailer esteso a novembre.
Il film è stato trasmesso in anteprima il 5 marzo 2013 a Monaco di Baviera, distribuito in Germania e Russia il 14 marzo 2013, e presentato al festival di Cannes 2013 con il titolo Ruby Red.
In Italia è approdato in streaming su TIMvision a dicembre 2014, è stato trasmesso il 26 dicembre 2015 su Sky Italia e mandato in onda in chiaro su Italia 1 il 6 gennaio 2020.

## Edizione home video e sequel
Il film è uscito in DVD e Blu-ray il 30 settembre 2013.
All'inizio di settembre 2013 è stata annunciata la produzione del sequel Saphirblau, tratto dal secondo libro della saga, Blue. Maria Ehrich e Jannis Niewöhner tornano nei loro ruoli e al cast si aggiunge Lion Wasczyk nella parte di Raphael. Le riprese si sono svolte dal 7 ottobre al 1º dicembre 2013, mentre il film è uscito il 14 agosto 2014.

## Riconoscimenti
- 2013 – International Film Music Critics Award
  - Candidatura Miglior colonna sonora per un film d'avventura/azione/thriller a Philipp F. Kölmel
- 2014 – New Faces Award
  - Candidatura Miglior giovane attore a Jannis Niewöhner
- 2014 – Jupiter Award
  - Candidatura Miglior attore tedesco a Uwe Kockisch